# Томас и другари: Спашавање са магловитог острва
Томас и другари: Спашавање са магловитог острва (енгл. Thomas & Friends: Misty Island Rescue) британско је рачунарски-анимирана фантастични авантуристички филм из 2010. у продукцији Nitrogen Studios и дистрибуцији HIT Entertainment. То је филм Томас и другари у франшизи. У филму глуме Мартин Шерман, Жул де Џонг, Вилијам Хоуп, Дејвид Бедела, Гленн Ваге, Кит Викам, Тереза Галагер, Того Игава, Бен Смол, Кери Шејл и Мет Вилкинсон.